# Баої-каган
Баої-каган (д/н — 821) — 9-й каган уйгурів у 808—821 роках.

## Життєпис
Походив з династії Едіз. Син Кюлюг-Більге-хана. Ім'я при народженні невідоме. 808 року після смерті батька на курултаї був обраний 22 червня новим каганом. Прийняв ім'я Ай Тенгріде Кут-Болміш Альп Більге-каган («Помазаний Аєм [богом Місяця], мужній, мудрий каган»). Втім більше відомий під титулом, який отримав від танського імператора Сянь-цзуна — Баої-каган (перекручене китайське Пао-і кехань, тобто «Каган — Захисник справедливості»). Уйгурське військо відняло Ляньчжоу в Тибету.
810 року відправив посольство до імператора щодо підтвердження попередніх договорів миру і дружби, за яким повинен був отримати за дружину танську принцесу. Але каганові було відмовлено, можливо через його затяту прихильність до маніхейства або величезні витрати на весілля, які вже не могла собі дозволити імператорська скарбниця.
У 811 році почалося нове протистояння з Карлуцьким каганатом. У 812 році в союзі з арабськими військами валі Фергани завдав нищівної поразки карлукам, які визнали зверхність уйгурського кагана. Баої встановив тут міцну владу.
У квітні 813 року каган наказав захопити танське місто Тіцюань. У відповідь китайські війська звели форт Тяньдечен на горі Хейшань (в сучасній провінції Ляонін) для відбиття уйгурських набігів. 816 року тибетське військо підійшло до уйгурської столиці Хара-Балгас.
У 820 році повстали єнісейські киргизи на чолі з Ажо, який скинув уйгурську залежність. Союзником його виступив новий танський імператор Му-цзун. Втім Баої-каган постійними нападами змусив того 821 року влаштувати шлюб танської принцеси (сестри імператора) Юн'ань з каганом. Але той помер невдовзі після весілля, можливо отруєний дружиною. Владу спадкував його старший син Кучлуг Більге-каган.